# Ablaze
Das Ablaze war ein von 1994 bis 2003 bestehendes deutsches Metal-Magazin, das auch über die Landesgrenzen hinaus bekannt wurde.

## Hintergrund
Das Ablaze wurde 1994 gegründet, da die etablierten Metal-Magazine den Black Metal boykottierten. So kamen dessen Fans kaum an Informationen zu Bands und Konzerten. Es erschienen zwar einige Fanzines, allerdings nur unregelmäßig und laut Ablaze-Gründer Marc Spermeth mit „Nachteile[n] in der Präsentation, was nicht unbedingt nur am kleinen Geldbeutel lag.“ „Nach langer Überlegung“ und der Mitarbeit an einigen Fanzines sah Spermeth es als seine Aufgabe an, ein entsprechendes Magazin selbst zu gründen. Die erste Ausgabe erschien im September 1994 mit u. a. einer Titelstory über Burzum und Interviews mit den norwegischen Gruppen Immortal, Satyricon, Mortiis, der griechischen Band Necromantia und den deutschen Bands Ungod, Mayhemic Truth und Bethlehem. Danach etablierte das Magazin eine zweimonatliche Erscheinungsweise. Das Magazin hatte seinen Verlagssitz zunächst in Berlin, später in Eichwalde. Nachdem die ersten Ausgaben nur über Briefkontakt oder Mailorder, wie Last Epitaph, erhältlich waren, wagte man den Sprung an die Bahnhofskioske. Das Ablaze war damit eines der ersten Extreme-Metal-Magazine, die im Zeitschriftenhandel erhältlich und somit nicht mehr ausschließlich dem Underground zugänglich waren. Dementsprechend bezichtigten Teile desselben das Magazin „des Ausverkaufs sowie des Verrats am Underground“. Im rechtsextremen Teil des Untergrunds vermischten sich die Vorwürfe mit antisemitischen Stereotypen, so bezeichnete das Skaldensang den Redakteur Peter Schramm als „kommerzgeile[n] Juden“ und das Ablaze als für den „Ausverkauf der Szene“ verantwortlich. Spermeth sieht Neid oder Naivität als einzige mögliche Ursachen der Vorwürfe, da das Magazin seine Ideale ungeachtet seines tatsächlichen kommerziellen Erfolgs konsequent verfolgt habe. Redakteur D. v. Junzt verfasste für die 16. Ausgabe des Magazins den Artikel Underground wird nie zum Trend!, den das Magazin als Plädoyer für den Untergrund der Szene verstand.
Inhaltlich bot das Magazin ausführliche Interviews, insbesondere mit Bands aus dem Black- und Death-Metal-Bereich. Den Untertitel Metallic Voice of the Underground hatte das Magazin nach eigenen Angaben „mit Bedacht gewählt“, wie es im Editorial der ersten Ausgabe betonte, da keiner der Redakteure vorhabe, „in Zukunft mit Scheuklappen durch die Gegend zu laufen und so zu tun, als ob der einzige Underground-Metal, den es gibt, Black Metal ist“. Das Editorial appellierte außerdem an alle Black-Metal-Fans, „nicht so ignorant wie die Gegenseite“ zu sein. Der Mitarbeiter Alexander Heine beschäftigte sich neben dem Metal auch mit angrenzenden Themen aus Kunst und Philosophie, über die er Artikel für das Ablaze schrieb. So gab es vereinzelt auch Hintergrundberichte über musikfremde Themengebiete, wie beispielsweise H. P. Lovecraft oder Ragnar Redbeard. In jeder Ausgabe wurde außerdem eine oder mehrere Underground-Bands interviewt. Späteren Ausgaben war eine CD beigefügt, zunächst erschienen Label-Sampler, von beispielsweise Osmose Productions oder No Colours Records, anschließend eigens zusammengestellte CDs.
2003 geriet das Magazin in eine finanzielle Notlage und erschien nur noch sehr unregelmäßig. Im gleichen Jahr stellte es dann den Betrieb ein. Einige Journalisten wechselten dann zum EMP-Magazin, dem Rock Hard oder zum ehemaligen Konkurrenten Legacy, dessen Vorgänger Deftone 1997 erstmals erschien.

## Selbstverständnis und Kontroverse
Spermeth sah das Magazin nicht in Konkurrenz zu anderen Magazinen wie Terrorizer oder Nordic Vision, da ihn die Existenz anderer Zeitschriften nicht störe und es „in sehr vielen Details, z. B. dem von vorn bis hinten durchgehaltenen s/w-Lay-out und der extrem hohen Anzahl exklusiver Fotos, nicht mit ihnen zu vergleichen“ sei. Das Ablaze selbst verstand sich als unpolitisch und gab die Äußerungen kontroverser Musiker meist unkommentiert wieder. Kritische Stimmen wurden auf den Leserbriefseiten veröffentlicht. Das Magazin betonte 1999 im Editorial der 26. Ausgabe, es werde sich „nicht als Sprachrohr für zweifelhafte Botschaften missbrauchen lassen und schwarze Schafe bloßstellen“. „Das kritisch-aggressive und provozierende Element unserer Musik“ dürfe jedoch nicht sterben. In dem zur 37. Ausgabe forderte das Ablaze den Zusammenhalt der Metaller und die gegenseitige Anerkennung ihrer Individualität. Das sei auch das grundlegende Anliegen des Magazins. Es wolle sich „mit der Konzentration auf den extremen Metal und die unterbewerteten Underground-Bands nicht gegen andere Meinungen aussprechen, sondern nur FÜR unsere Sicht eintreten“. Die Redakteure konzentrierten ihre Aufmerksamkeit auf Bands, die ihnen musikalisch gefielen, wobei die geographische Herkunft der Bands als „völlig unwichtig“ und ideologische und philosophische Hintergründe als „zweitrangig“ angesehen wurden. Spermeth erklärte allerdings, dass er „Bands, die dem Christentum das Wort reden, nicht ausstehen“ könne und ihm Dark-Wave-Bands, „die sich als Gothic Metaller ausgeben, fast noch unangenehmer“ seien. Das Magazin bevorzugte Bands, „welche mit Innovation und Eigenständigkeit extremeren Varianten des Metal fröhnen“, beschäftigte sich aufgrund ihrer Seltenheit aber auch mit Bands, „die ihre Sache einfach nur gut und ehrlich engagiert betreiben“, soweit die Redakteure das beurteilen könnten. Den Mitarbeitern wurde dabei auch die Möglichkeit eingeräumt, für das Magazin untypische Bands zu besprechen; so war das mehrseitige Interview mit Angizia „ganz allein Jana Fliedners Verdienst, da sie total beeindruckt von der Musik der Band unbedingt ein Feature machen wollte“.
Für einige Kontroversen, die vor allem auf den Leserbriefseiten ausgefochten wurden, sorgte ein Interview mit Rob Darken von Graveland, der antisemitische und nationalsozialistische Äußerungen tätigte. Graveland verloren im Anschluss als direkte Reaktion ihren Plattenvertrag bei Lethal Records und wechselten zu No Colours Records. Ein weiteres problematisches Interview führte das Magazin mit der österreichischen Band Werwolf, die ein an Friedrich Nietzsche angelehntes Konzept des Übermenschen vertraten. Die Band trat sehr militant und martialisch auf und versuchte ihr Konzept des Stärkeren zu vertreten. Dabei griff Hagen, Sänger der Gruppe, die österreichische Black-Metal-Szene um Abigor und Summoning scharf an. Er bezeichnete Silenius von Summoning als „Märchenfee“ und gab ihm den Tipp, ihm „nicht in die Quere zu kommen“. Hintergrund war, dass Abigor und Summoning aus dem Austrian Black Metal Syndicate (ABMS) um Bands wie Vuzem und Pervertum ausgestiegen waren und dies von einigen Anhängern als „Verrat“ aufgefasst wurde.

## Gleichnamiges Magazin
Seit Herbst 2007 besteht ein deutschsprachiges Musikmagazin namens A-Blaze (später: Ablaze), das sich auf Black- und Pagan Metal spezialisiert hat und sich selbst als „The True Voice of Underground“ bezeichnet. Es sieht sich selbst jedoch nicht als Nachfolger des ursprünglichen Magazins. Die Neugründung soll laut Eigenaussage erfolgt sein, da man der Meinung war, dass mit dem Wegfall des alten Ablaze eine Lücke entstanden sei, die man füllen wolle. Hinter dem Magazin soll der ehemalige Absurd-Schlagzeuger und bekennende Neonazi Hendrik Möbus stecken, der einen Großteil des Inhalts unter verschiedenen Pseudonymen verfassen soll. Neben V.ic V.icious war bis 2012 als Redaktion Sylvia Fuerst angegeben.
Im A-Blaze-Magazin finden sich daher auch Interviews mit Musikern des NSBM und aus dessen Umfeld, unter anderem von Absurd, Halgadom, Graveland und Der Stürmer. Ebenfalls wurden Mitglieder der nationalsozialistischen Pagan Front interviewt. Ebenso gibt es jedoch auch Interviews mit unpolitischen Bands wie etwa Beherit, Lifelover oder Darkspace. Laut Eigenangaben erscheint das Heft in einer Auflage von 5000 Stück. Die Werbekunden stammen zum größten Teil aus der rechtsextremen Black-Metal-Szene, so unter anderem Merchant of Death und Ewiges Eis Records von Jens Fröhlich (Totenburg und Eugenik). Die Herausgeber wehren sich gegen diese Vorwürfe, verweisen auf die „Meinungs- und Kunstfreiheit“ und betonen, dass die Inhalte im „Rahmen der geltenden bundesdeutschen Gesetze“ verfasst werden würden.
2009 griff Sebastian „Marlek“ Schlüter von der Gruppe Geïst das Magazin an, da ein Lied seines Nebenprojekts Zerstörer auf der CD-Beilage landete. Schlüter trat nach dem Bekanntwerden des vom Label arrangierten CD-Beitrags sofort aus der Gruppe aus und bezeichnete das A-Blaze als auch die dort vertretenen Musikgruppen als „Abschaum“.